# Patrick Nilsson (konstnär)
Patrick Nilsson, född 4 juli 1966 i Högsbo, är en svensk konstnär, verksam inom teckning, måleri och skulptur. Han är utbildad vid Kungliga Konsthögskolan 1992–1997, Det Kongelige Danske Kunstakademi 1993–1994 och KonstLab. Konsthögskolan Valand 2002–2004. Tidigare har han undervisat på Gerlesborgsskolan i Bohuslän och Kunstskolen Rugaland i Stavanger. Nilsson är i dag lärare på Arkitekturskolan KTH i Stockholm. Han finns representerad vid bland annat Västerås konstmuseum med "Det översvämmande svarta".

## Utmärkelser
- Sten A Olssons kulturstipendium 2013 [2]
- IASPIS/ISCP 1-åriga stipendium, New York 2009 [3]

## Representerad
Moderna Museet , Västerås konstmuseum , Uppsala konstmuseum, Göteborgs konstmuseum .

## Offentliga uppdrag
- Campus Vaxholm, konst på skolgården, Vaxholms kommun, 2016 [7]
- Förskolan Kolonetten i Svedmyra, Stockholms stad, 2016 [8]
- Författargatans förskola, Brunnsbo. Göteborgs stad, 2012
- Nya infektionskliniken, Norra Älvsborgs Länssjukhus, Trollhättan, Västra Götalandsregionen, 2010
- Kvarteret Bouleklotet, Stockholm, Familjebostäder, 2009
- Kallhälls sporthall, Järfälla kommun, 2006
- Gävle sjukhus, Landstinget Gävleborg, 2006
- Mimers hus, Kungälv, Statens Konstråd, 2004